# Gøtueiði
Gøtueiði (dansk: Gøteejde) er en færøsk bygd med 33 indbyggere (2025). Den ligger ved eidet mellem fjorden Skálafjørður og bugten Gøtuvík på Eysturoy, deraf navnet. Bygdens postnummeer er FO-666.
Gøtueiði bliver ofte kaldt Undir Gøtueiði, som er dativsformen af navnet og henviser til beliggenheden. I nutiden er den vokset sammen med Skipanes, som den deler en bådehavn med.  Gøtueiði er en del af Eysturkommuna. 
Gøtueiði nævnes ofte sammen med Norðragøta, Syðrugøta og Gøtugjógv som Gøta.

## Historie
Omkring 1850 bosatte en bondesøn fra Syðrugøta sig i Undir Gøtueiði, og omkring 1860 blev bygden grundlagt. Her havde indbyggere i Gøta fra gammel tid haft både liggende ved Skipanes, og man havde også opbevaret tørvebrændsel, som man havde gravet op i dalen Millum Fjarða for enden af Skálafjørður i udmarken tilhørende Syðrugøta. Den letteste måde at transportere på var med båd.
Mod slutningen af 1800-tallet blev der bygget flere beboelseshuse på stedet. 
I 1980-erne var der en del religiøse teltsamlinger i bygden. 